# Eyguians
Eyguians korábbi község (település) Franciaországban, Hautes-Alpes megyében. Lakosainak száma 240 fő (2018. január 1.). Eyguians Lagrand, Laragne-Montéglin, Saint-Genis, Saléon és Trescléoux községekkel határos.
2016. január 1-jén Lagrand és Saint-Genis községgel egyesült és delegált község státusszal Garde-Colombe új község része lett.

## Népesség
A település népességének változása:
| Lakosok száma | 256  | 227  | 191  | 203  | 256  | 243  | 229  | 229  | 243  | 240  |
|               | 1962 | 1968 | 1982 | 1990 | 2006 | 2008 | 2013 | 2015 | 2017 | 2018 |